# Standish, Michigan
Standish är administrativ huvudort i Arenac County i Michigan. Orten har fått sitt namn efter grundaren John D. Standish. Enligt 2010 års folkräkning hade Standish 1 509 invånare.